# Wang Ji-won
Wang Ji-Won (en hangul, 왕지원; 12 de noviembre de 1988) es una actriz y bailarina de ballet surcoreana. 

## Biografía
Se formó con el Royal Ballet School en Inglaterra, estudió Danza en la Universidad Nacional de las Artes de Corea y fue miembro del Ballet Nacional de Corea en el 2009.
El 20 de enero de 2022 un portavoz de la agencia de Wang, SH Media Corp., anunció que esta se casaría con Park Jong-suk, un bailarín miembro del Ballet Nacional.  Se casaron en Seúl el 6 de febrero de 2022.

## Carrera
Comenzó a actuar en el 2012 y ha participado en dramas como I Need Romance 3 y Fated to Love You.
Desde diciembre de 2018 estaba representada por la agencia YG Entertainment, pero en 2022 ya había pasado a SH Media Corp.

## Filmografía

### Series de televisión
| Año  | Título                       | Rol            | Red           | Notas              | Ref.                 |
| ---- | ---------------------------- | -------------- | ------------- | ------------------ | -------------------- |
| 2012 | Family                       | Instructora    | KBS2          |                    |                      |
| 2013 | Good Doctor                  | Kim Sun-joo    | KBS2          |                    |                      |
| 2013 | The Heirs                    | Yang Da-kyung  | SBS           | Ep. 17,19-20       |                      |
| 2014 | I Need Romance 3             | Oh Se-ryung    | tvN           |                    |                      |
| 2014 | Another Parting              | Seo Ha-na      | Dramacube     |                    | [ 9 ] [ 10 ] [ 11 ]  |
| 2014 | Fated to Love You            | Kang Se-ra     | MBC           |                    |                      |
| 2015 | Divorce Lawyer in Love       | Jo Soo-ah      | SBS           |                    |                      |
| 2016 | Immortal Goddess             | Lee Yoo-ri     | Naver TV Cast |                    |                      |
| 2017 | Hospital Ship                | Choi Young-eun | MBC           |                    |                      |
| 2018 | Treinta, pero aún diecisiete | Kim Tae-rin    | SBS           |                    | [ 12 ]               |
| 2022 | Goo Pil Soo Is Not There     | Cha Yoo-jin    | ENA, Olleh TV |                    | [ 13 ] [ 14 ] [ 15 ] |
| 2024 | My Sweet Mobster             | Ji-won         | JTBC          | Aparición especial | [ 16 ]               |

### Películas
| Año  | Título   | Papel   |
| ---- | -------- | ------- |
| 2017 | One Line | Hae-sol |